# Ulan-Ude
Ulan-Ude (rusky Улан-Удэ, burjatsky Улаан-Yдэ) je hlavní město Republiky Burjatsko v rámci Ruské federace. Žije zde přibližně 439 tisíc obyvatel, převážně ruské a burjatské národnosti. Město založili v 17. století ruští kozáci. Původně se jmenovalo Verchněudinsk podle místní řeky Uda, současný název získalo v roce 1934.

## Název
První název, který neslo osídlení v tomto místě, pochází z roku 1666, kdy zde ruští kozáci založili Udinské zimoviště (Удинское зимовье, podle řeky Uda), jakýsi opěrný bod pro výběr daní v oblasti.
V 70. letech 17. století byla na tomto místě zbudována Udinská pevnost (Удинский острог), která dala název i postupně okolo vznikající osadě. Někdy se též užíval zkrácený název Udinsk.
Po roce 1730 však došlo k přejmenování. Důvodem byla skutečnost, že v oblasti se již nacházelo místo se zcela totožným názvem. Budoucí Ulan-Ude tak získalo název Verchněudinsk (Верхнеудинск, od slov vrchní a Uda), druhá osada byla přejmenována na Nižněudinsk (Нижнеудинск, tento název se zachoval do současnosti).
Nynější jméno město získalo z rozhodnutí Ústředního výkonného výboru SSSR 27. června 1934. Název Ulan-Ude pochází z burjatštiny a je zcela poplatný době svého vzniku – znamená rudá Uda (obdobně mongolské hlavní město získalo o dekádu dříve název Ulánbátar, tedy rudý bohatýr).

## Symbolika
Ulan-udské městské symboly byly přijaty 20. října 2005 na základě rozhodnutí místního zastupitelstva. Vychází z původního znaku z 18. století, který městu dovolila užívat carevna Kateřina II. Veliká.
Znak
Znak města je tvořen zlatým štítem, na němž je vyobrazen zelený roh hojnosti, ze kterého se sypou zelené listy a červené plody. Roh hojnosti je překřížen Merkurovým žezlem.
Nad štítem se nachází hradební koruna s pěti zuby, která poukazuje důležité postavení Ulan-Ude v rámci Ruské federace. Prostřední zub zakrývá sojombo, tradiční mongolský symbol věčného života (slunce, měsíc, oheň), který zde vyjadřuje přináležitost města k Burjatské republice. Vrchní figura sojomba představuje oheň, symbol štěstí a spokojenosti. Jeho tři plameny znamenají minulost, přítomnost a budoucnost. Slunce a měsíc symbolizují svět a věčnost. Ve spodní části koruny je burjatský národní ornament, symbolizující národní tradice.
Ve spodní části znaku je stužka řádu Rudého praporu práce SSSR, který byl městu udělen roce 1984.
Vlajka
Vlajka Ulan-Ude je tvořena obdélníkem o poměru stran 2:3, který se skládá ze dvou polí – modrého (2/9 délky obdélníku) a žlutého. V modrém poli nahoře je zobrazen výše zmíněný žlutý symbol sojombo. Uprostřed žlutého pole jsou vyobrazeny další dva symboly z městského znaku – roh hojnosti a Merkurovo žezlo.

## Historie
17. století

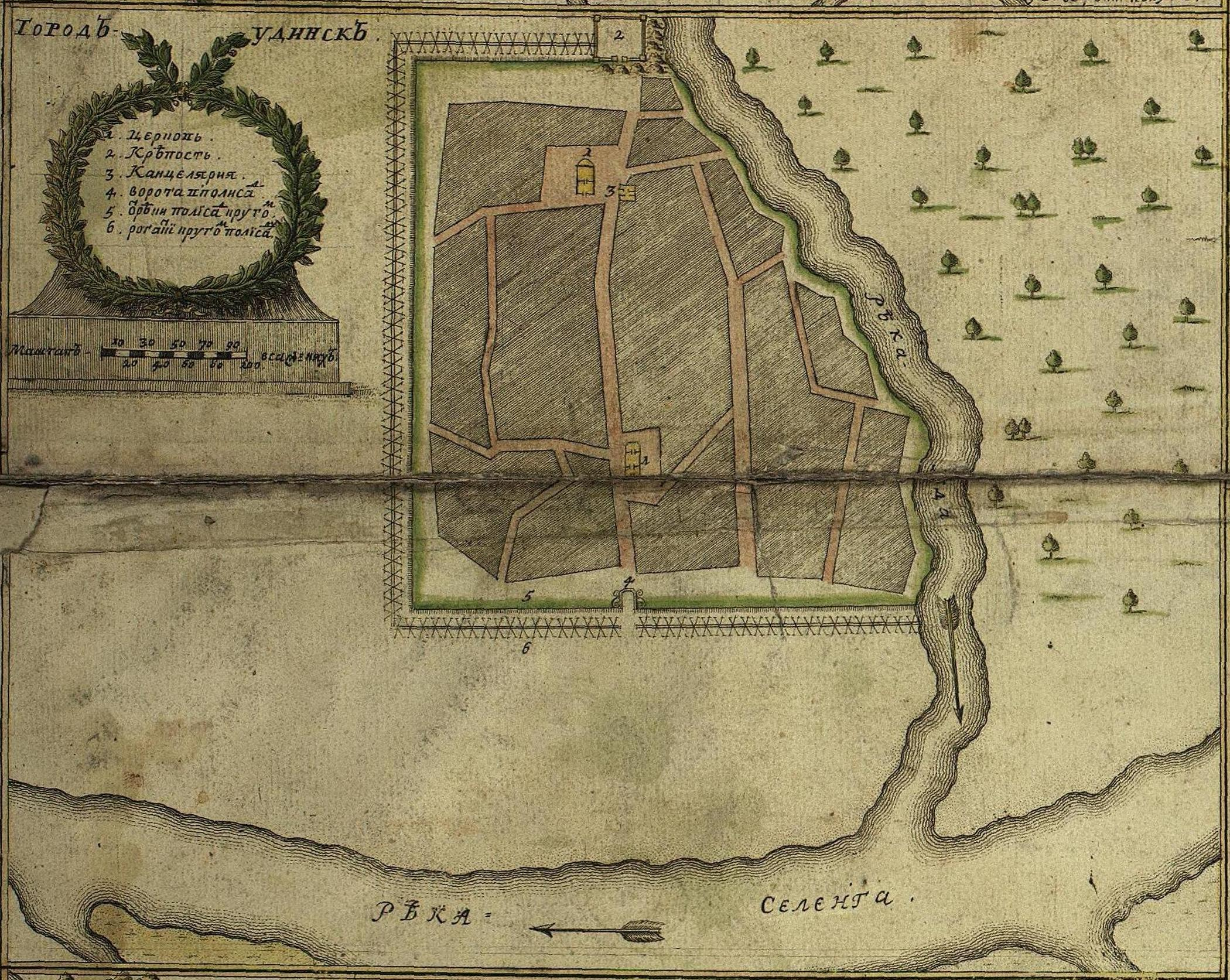
Plán města-pevnosti z roku 1730

Historie města začala roku 1666, kdy na pravém břehu řeky Udy poblíž jejího ústí založili ruští kozáci Udinské zimoviště jako bod pro výběr speciální daně zvané jasak. Tu odváděly v carském Rusku státu původní sibiřské národy v podobě kůží sobola, lišky, bobra či kuny.
Od roku 1678 je místo známo jako Udinská pevnost, neboť zde kozáci zbudovali mezi lety 1677–1680 jednoduchou dřevěnou pevnost se stálou vojenskou posádkou. Ta byla v 80. letech 17. století několikrát obléhána Mongoly a roku 1687 a 1689 značně rozšířena dvěma pluky moskevských střelců, roku 1689 Udinsk získal status města a stal se administrativním a vojenským centrem Zabajkalska, procházel přes něj obchod s Mongolskem a Čínou.

Roku 1696 byl postaven první kostel.
18. století

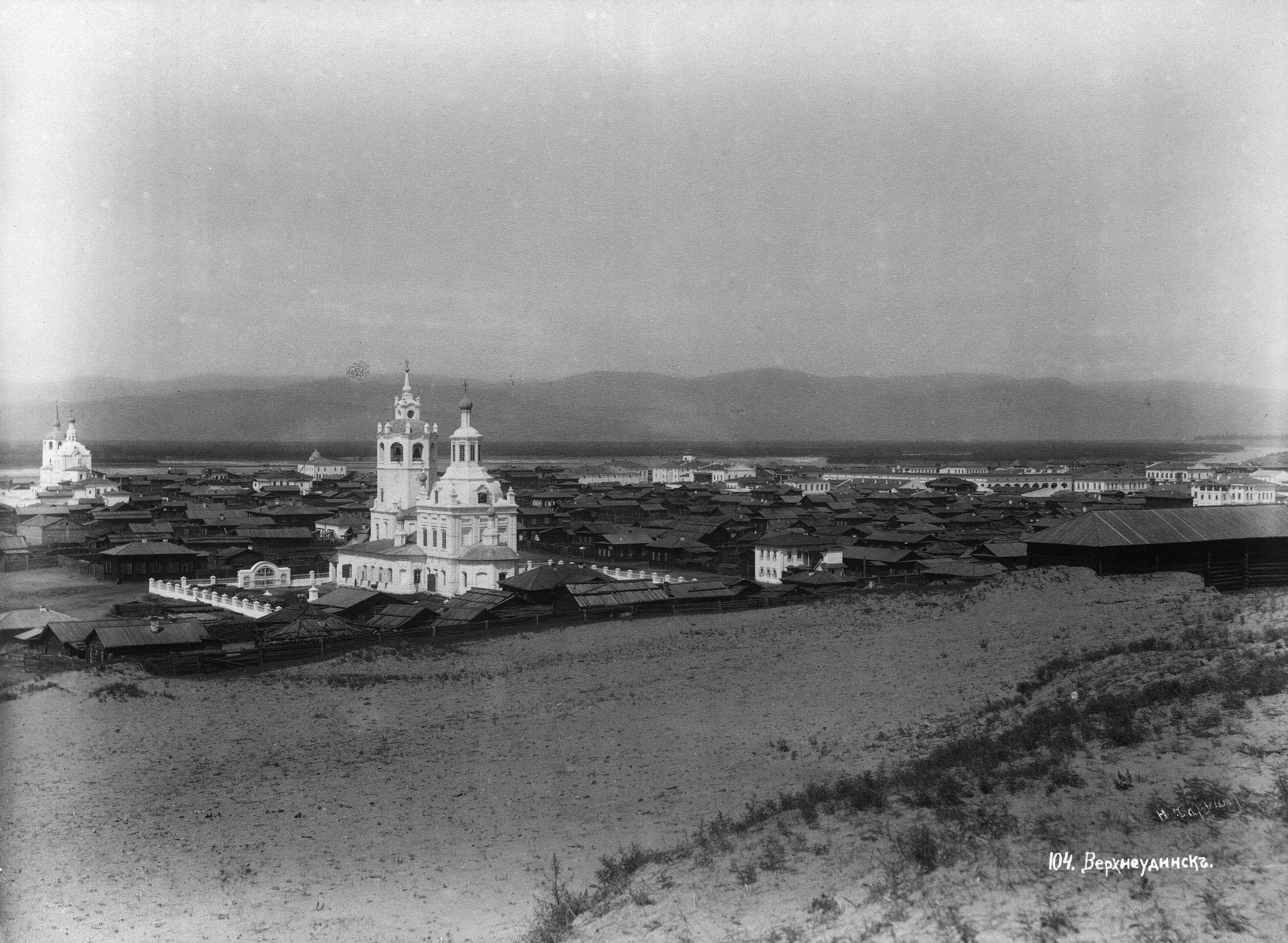
Verchněudinsk na konci 19. století

Někdy po roce 1730 získala obec název Věrchněudinsk. Roku 1775 získal Věrchněudinsk od Kateřiny II. Veliké status města a znak.
Město se stalo důležitým administrativním, kulturním, vojenským a obchodním centrem západního Zabajkalska.  Díky svojí vhodné poloze nedaleko Bajkalu a na obchodních cestách z Ruska do Mongolska a do Číny město rychle rostlo. V historickém jádru města stojí dodnes dřevěné domy po tehdejších obchodnících. Dvakrát do roka se zde konaly velké jarmarky.
V letech 1786-1800 byl postaven první kamenný kostel - Spasskaja cerkov.
19. století
V roce 1830 prošly přes město dvě skupiny děkabristů mířících do Petrovského Zavoda.
1846 byla ve městě otevřena sklárna.
1863 přijel do města první parník.
V letech 1877–1885 zde bylo vybudováno kamenné vězení pro 440 odsouzených, které je v provozu dodnes.
20.–21. června 1891 navštívil město na své cestě na východ Ruska carevič Nikolaj Alexandrovič, budoucí car Nikolaj II. Na památku této návštěvy byl ve městě vztyčen oblouk, který v období stalinismu zničili, dnes na jeho místě stojí kopie.
15. srpna 1899 přijel do Věrchněudinsku po nově budované Transsibiřské magistrále první vlak.
20. století

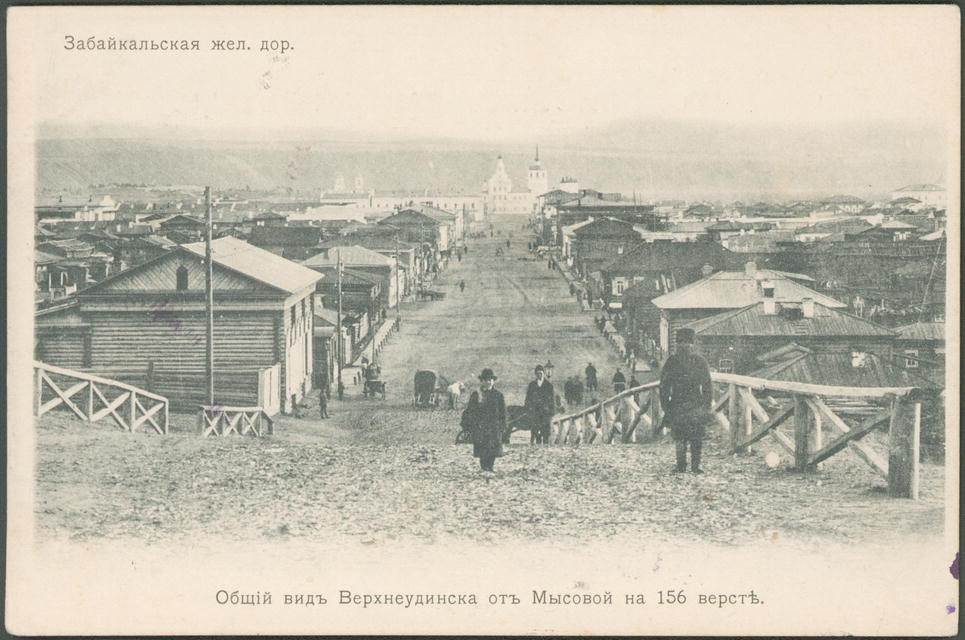
Hlavní městská ulice Velká nikolajevská (dnes Leninova) roku 1904

První kino bylo ve Věrchněudinsku otevřeno roku 1909.
V divokých revolučních letech byl Verchněudinsk obsazen bílými a stal se krátce hlavním městem Dálněvýchodní republiky. Od roku 1923 byl hlavním městem Burjatsko-mongolské autonomní SSR (od r. 1957 Burjatská autonomní SSR).
Roku 1932 vznikly první instituce budoucí Burjatské státní univerzity.
1934 bylo město přejmenováno na Ulan-Ude. Téhož roku začala stavba tepelné elektrárny, 1936 byl postaven první automobilový most přes řeku Selengu.
1939 bylo otevřeno Burjatské divadlo baletu a opery, dnes jedna z dominant města. Téhož roku začal nový Ulan-udský letecký závod s výrobou prvních kusů letadel Polikarpov I-16 a Tupolev SB-2.
2. světová válka město nijak přímo nezasáhla, nicméně zapojilo se plně do válečného úsilí. Především místní letecký závod se rozeběhnul na plné obrátky a dodával válčící armádě bombardéry Petljakov Pe-2, stíhačky Lavočkin La-5 a Lavočkin La-7. Důležité byly také dodávky místní konzervárny a továrny na léky, výroba a oprava lokomotiv a muniční závod. Ve městě byla zformována 97. střelecká divize 16. armády.
Od roku 1958 jezdí ve městě tramvaje.
Roku 1991 navštívil město dalajláma.
1992 se Ulan-Ude stalo hlavním městem Republiky Burjatsko v rámci Ruské federace.
V roce 2000 byl ve městě založen první buddhistický dacan (burjatský buddhistický klášter se školou).

## Geografie

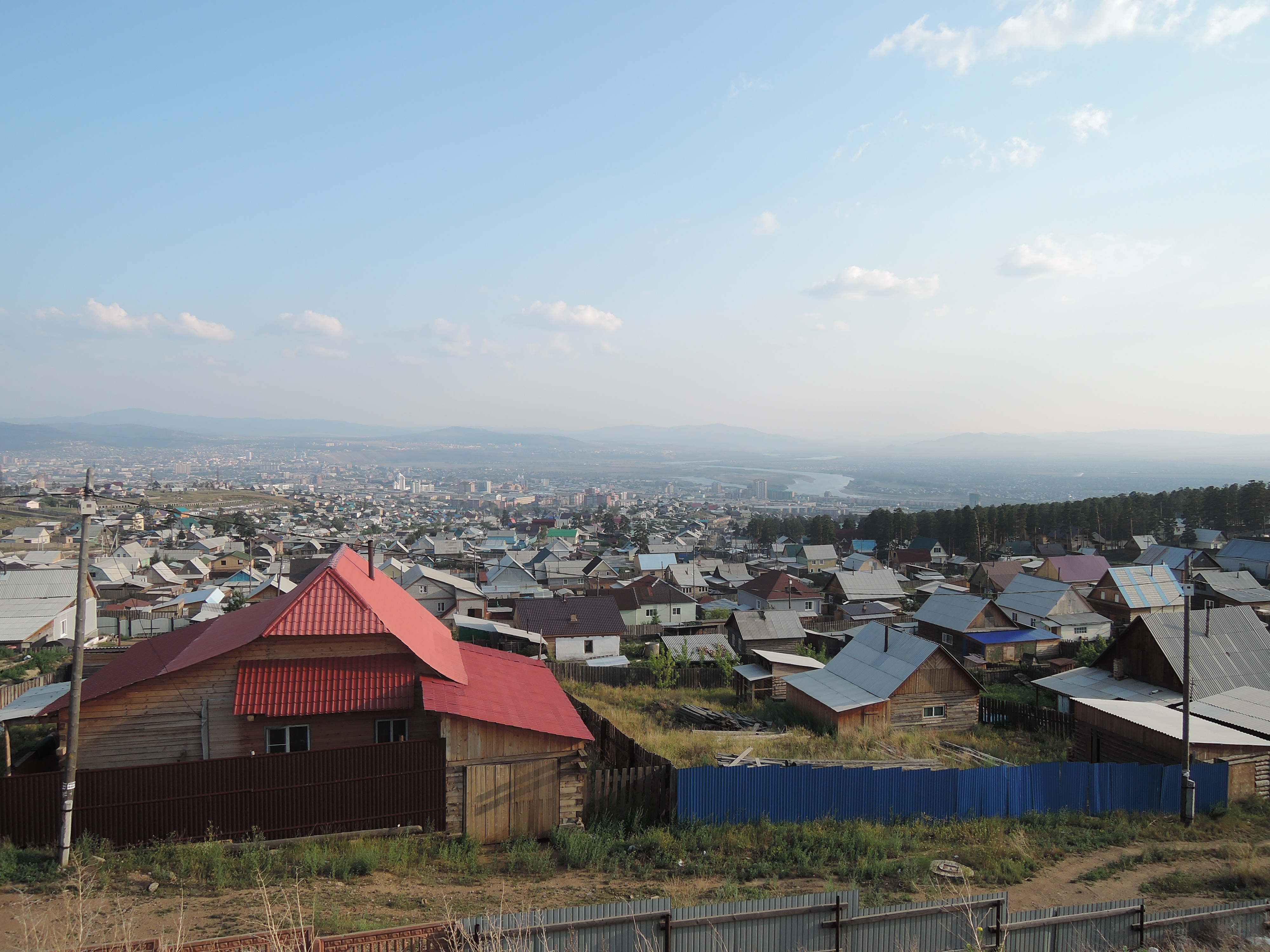
Pohled na Ulan-Ude od dacanu Rinpoče Bagša

Ulan-Ude se rozkládá v západním Zabajkalsku, 100 kilometrů východně od jezera Bajkal, v podhůří hor Jablonovyj Chrebet v Ivolginsko-udinské proláklině, na obou březích řeky Selengy, u ústí řeky Udy. Proláklina představuje rozlehlou oblast táhnoucí se z jihozápadu na severovýchod, ze severozápadu je ohraničena hřebeny pohoří Chamar-Daban, ze severu hřebeny Ulan-Burgasy, z jihovýchodu Cagan-Dabanu.
Výběžky Chamar-Dabanu dosahují výšky až 1114 m n. m. a převyšují tak doliny řeky Selengy o 500-700 m. Výběžky hřebenu Ulan-Burgasy dosahují výšky okolo 800-1000 m n. m. Nejvyšší vrchol hřebenu Cagan-Daban, ležícího v bezprostřední blízkosti města, měří 813 m, což je o 310 m výše než úroveň řeky Udy. Samotné město se rozkládá v nadmořských výškách 500-800 m n. m.
Půda
Díky rozmanitosti reliéfu je oblast Ulan-Ude bohatá na různé půdní typy. V náhorní části města převládají drnově podzolové a písčité půdy. Nižší polohy, nivy řek Selengy a Udy, jsou tvořeny lužními půdami. Ve východní části města, na levém břehu Selengy a na pravém přehu Udy, má krajina ráz lesostepi a stepi, zde se nachází kaštanozem a salisol.
Vodstvo
Hranicemi města protékají dvě velké řeky - Selenga a Uda.
Selenga je největším přítokem Bajkalu (asi 50 % objemu všech přítoků). Ve městě vytváří díky svým slepým ramenům několik velkých ostrovů, z nichž jsou osídleny ostrovy Konnyj, Obščestvennyj, Poselskij (zde jsou hlavně chatové osady), Borodskij (chaty) a Spasskij (zde se nachází městská vodárna). Přes ramena řeky vede mnoho různých mostů, přes řeku samotnou pouze jediný, který spojuje centrum města s letištěm a federální silnice R258 Bajkal.
Uda je pravým přítokem Selengy. Na území města vedou přes řeku dva automobilové mosty s tramvajovými pásy a železniční most Transsibiřské magistrály.
Ve městě jsou ještě tyto říčky a potoky: přítoky Selengy - Nižněberjozovskaja, Suža; přítoky Udy - Věrchnaja Berjozovka, Borovka, Bajdanov ručej aj.

## Podnebí

Náměstí Sovětů v zimě, v popředí hlava Lenina, jedna z nejznámějších turistických zajímavostí

Podnebí v Ulan-Ude je silně kontinentální, město spadá do mírného podnebného pásu. Obecně je zde velmi sucho, což souvisí s jeho vzdáleností od velkých vodních ploch (od Bajkalu město oddělují hřebeny Chamar-Daban a Ulan-Burgasy), lokací města v kotlině mezi horami a vůbec jeho polohou v centru euroasijské pevniny. Klimatická zima zde trvá více než pět měsíců, od konce října do začátku dubna.
Zima v Ulan-Ude je slunná a málo větrná, avšak protože Ivolginsko-udinská proláklina zamezuje přísunu teplejšího vzduchu, jeho teploty v zimním období klesají velmi nízko. Díky nízké vlhkosti vzduchu je však zimní počasí ve městě celkem snesitelné. Úhrn srážek v zimě je relativně nízký, sníh padá především v první polovině zimy.
Jaro přichází do města na začátku dubna. Jsou pro něj typické náhlé návraty nízkých teplot, způsobené silnými větry ze severní Sibiře. Počasí v tomto ročním období je nestabilní a suché.
Klimatické léto trvá něco přes dva měsíce. Od konce června do začátku srpna přichází cyklóny z pobřeží Tichého oceánu, které přináší deště. Toto období je tak nejhojnější na srážky. Jinak je však v červnu a červenci převážně sucho a horko.
Podzim přichází jen pozvolna. Na rozdíl od Evropy, kde je obyčejně podzim spojen s častými srážkami, v Ulan-Ude jsou v tomto ročním období srážky málo časté. Charakteristické jsou prudké změny teploty vzduchu během dne a ranní mrazíky.
Nejnižší naměřená teplota je -54,4 °C (6. ledna 1931), nejvyšší naměřená teplota je 40 °C (22. června 2010).
Pro město je charakteristické velmi slunné počasí, ročně zde bývá okolo 2400 slunečných hodin (pro srovnání: Praha 1600, Dubrovník 2600).
Dnů se srážkami je ve městě za rok průměrně 155, průměrný roční úhrn srážek činí 265 mm, z nichž většina připadá na léto (pro srovnání: v Praze činí průměrný roční úhrn srážek 527 mm).
| Ulan-Ude – podnebí                                               | Ulan-Ude – podnebí | Ulan-Ude – podnebí | Ulan-Ude – podnebí | Ulan-Ude – podnebí | Ulan-Ude – podnebí | Ulan-Ude – podnebí | Ulan-Ude – podnebí | Ulan-Ude – podnebí | Ulan-Ude – podnebí | Ulan-Ude – podnebí | Ulan-Ude – podnebí | Ulan-Ude – podnebí | Ulan-Ude – podnebí |
| Období                                                           | leden              | únor               | březen             | duben              | květen             | červen             | červenec           | srpen              | září               | říjen              | listopad           | prosinec           | rok                |
| ---------------------------------------------------------------- | ------------------ | ------------------ | ------------------ | ------------------ | ------------------ | ------------------ | ------------------ | ------------------ | ------------------ | ------------------ | ------------------ | ------------------ | ------------------ |
| Nejvyšší teplota [°C]                                            | −0,4               | 8,4                | 18,4               | 28,7               | 34,5               | 40,0               | 39,5               | 39,7               | 32,2               | 24,7               | 10,4               | 5,2                | 40,0               |
| Průměrné denní maximum [°C]                                      | −17,9              | −10,9              | −0,3               | 9,8                | 18,7               | 24,5               | 26,6               | 23,6               | 16,5               | 6,9                | −5,0               | −14,6              | 6,5                |
| Průměrná teplota [°C]                                            | −23,3              | −18,0              | −7,4               | 2,4                | 10,6               | 16,9               | 19,8               | 17,1               | 9,6                | 0,7                | −10,1              | −19,3              | −0,1               |
| Průměrné denní minimum [°C]                                      | −27,6              | −23,9              | −13,7              | −3,7               | 3,6                | 10,5               | 14,2               | 11,8               | 4,3                | −4,0               | −14,2              | −23,2              | −5,5               |
| Nejnižší teplota [°C]                                            | −54,4              | −44,9              | −40,4              | −28,0              | −15,1              | −3,9               | 1,2                | −4                 | −11,4              | −27,9              | −38,0              | −48,8              | −54,4              |
| Průměrné srážky [mm]                                             | 5                  | 3                  | 3                  | 6                  | 18                 | 43                 | 65                 | 68                 | 28                 | 7                  | 10                 | 9                  | 265                |
| Zdroj: http://www.pogodaiklimat.ru/climate/30823.htm 17. 7. 2016 |                    |                    |                    |                    |                    |                    |                    |                    |                    |                    |                    |                    |                    |

## Obyvatelstvo
Ulan-Ude je 42. druhým největším městem Ruska (2015).
Nejpočetněji zastoupenými národnostmi jsou podle údajů z roku 2010 Rusové (62,1 %, 2010), Burjati (31,9 %), Ukrajinci (0,6 %) a Tataři (0,5 %).
| Vývoj počtu obyvatel | Vývoj počtu obyvatel | Vývoj počtu obyvatel | Vývoj počtu obyvatel | Vývoj počtu obyvatel | Vývoj počtu obyvatel | Vývoj počtu obyvatel | Vývoj počtu obyvatel | Vývoj počtu obyvatel | Vývoj počtu obyvatel | Vývoj počtu obyvatel |
| -------------------- | -------------------- | -------------------- | -------------------- | -------------------- | -------------------- | -------------------- | -------------------- | -------------------- | -------------------- | -------------------- |
| 1695                 | 1770                 | 1820                 | 1825                 | 1829                 | 1835                 | 1851                 | 1856                 | 1860                 | 1882                 | 1890                 |
| 1981                 | 4706                 | 3000                 | 2024                 | 2972                 | 3544                 | 3746                 | 3400                 | 4032                 | 4130                 | 5223                 |
| 1897                 | 1915                 | 1917                 | 1923                 | 1926                 | 1931                 | 1939                 | 1956                 | 1959                 | 1960                 | 1961                 |
| 8086                 | 17 200               | 21 582               | 22 401               | 29 000               | 44 000               | 125 700              | 158 000              | 175 172              | 179 700              | 187 300              |
| 1962                 | 1963                 | 1964                 | 1965                 | 1966                 | 1967                 | 1968                 | 1969                 | 1970                 | 1971                 | 1972                 |
| 196 100              | 200 400              | 209 000              | 214 900              | 221 100              | 229 600              | 238 500              | 246 300              | 253 569              | 258 900              | 265 300              |
| 1973                 | 1974                 | 1975                 | 1976                 | 1977                 | 1978                 | 1979                 | 1980                 | 1981                 | 1982                 | 1983                 |
| 272 400              | 278 800              | 289 000              | 289 200              | 293 700              | 297 600              | 300 370              | 303 200              | 307 100              | 311 500              | 316 200              |
| 1984                 | 1985                 | 1986                 | 1987                 | 1988                 | 1989                 | 1990                 | 1991                 | 1992                 | 1993                 | 1994                 |
| 322 000              | 327 000              | 333 000              | 351 000              | 345 200              | 352 530              | 358 000              | 361 700              | 366 000              | 365 000              | 365 000              |
| 1995                 | 1996                 | 1997                 | 1998                 | 1999                 | 2000                 | 2001                 | 2002                 | 2003                 | 2004                 | 2005                 |
| 363 300              | 364 600              | 370 000              | 366 100              | 371 400              | 370 400              | 368 900              | 374 854              | 359 300              | 356 500              | 352 600              |
| 2006                 | 2007                 | 2008                 | 2009                 | 2010                 | 2011                 | 2012                 | 2013                 | 2014                 | 2015                 | 2016                 |
| 347 800              | 343 000              | 340 800              | 340 247              | 404 426              | 405 799              | 411 646              | 416 079              | 421 453              | 426 650              | 430 549              |

## Turistické zajímavosti
- Leninův památník na náměstí Sovětů, hlavním náměstí Ulan-Ude. Jedná se o největší bustu Lenina na světě. Váží 42 tun, je vysoká 14 m a vznikla v letech 1970-1971 na počest stých narozenin sovětského vůdce. Dnes je jednou z hlavních turistických atrakcí města.
- Ulice Lenina (dříve Velká nikolajevská ulice) - výstavná pěší zóna, táhnoucí se od náměstí Sovětů až k Odigitrijevské katedrále. Nachází se zde řada historických měšťanských a kupeckých domů, staré obchodní domy, administrativní budovy, divadla, muzea, oblouk na počest návštěvy careviče Nikolaje Alexandroviče, památník A. P. Čechova aj. Je oblíbeným místem procházek místních obyvatel i návštěvníků města.
- Etnografické muzeum národů Zabajkalska - jeden z největších ruských skanzenů. Muzeum pečuje o památky od dob Siungnuů do poloviny 20. století. Největší pozornost přitahuje sbírka lidové architektury národů Sibiře, která obsahuje více než 40 exponátů od jurt až po ruský kostelík. V areálu je i minizoo s několika místními živočišnými druhy, vč. medvěda. Muzeum se nachází za městem, zastavují zde maršrutky.
- Odigitrijevská katedrála (Одигитриевский кафедральный собор) - první kamenná stavba ve městě, unikátní chrám ve stylu sibiřského baroka, postavený v letech 1741-1785.
- Ulan-udský dacan Rinpoče Bagša (Ринпоче Багша) na vršku Lysaja gora - buddhistický klášter a škola, v jehož svatyni se nachází největší pozlacená socha Buddhy v Rusku. Z kláštera je vynikající výhled na Ulan-Ude. Okolo vede "cesta dlouhého života", asi kilometr dlouhá dřevěná cesta s dvanácti besídkami, určenými k meditaci v příjemném prostředí lesoparku. K dacanu zajíždí městské maršrutky.
- Ivolginskij dacan – velký klášterní komplex u obce Věrchnaja Ivolga, nacházející se asi 40 kilometrů za Ulan-Ude. Nejdůležitější centrum ruského buddhismu. Byl postaven r. 1945 v souvislosti s uvolněním protináboženského tlaku v SSSR na konci války, povolení přišlo jako výraz vděku za aktivní účast Burjatů na válečném úsilí.

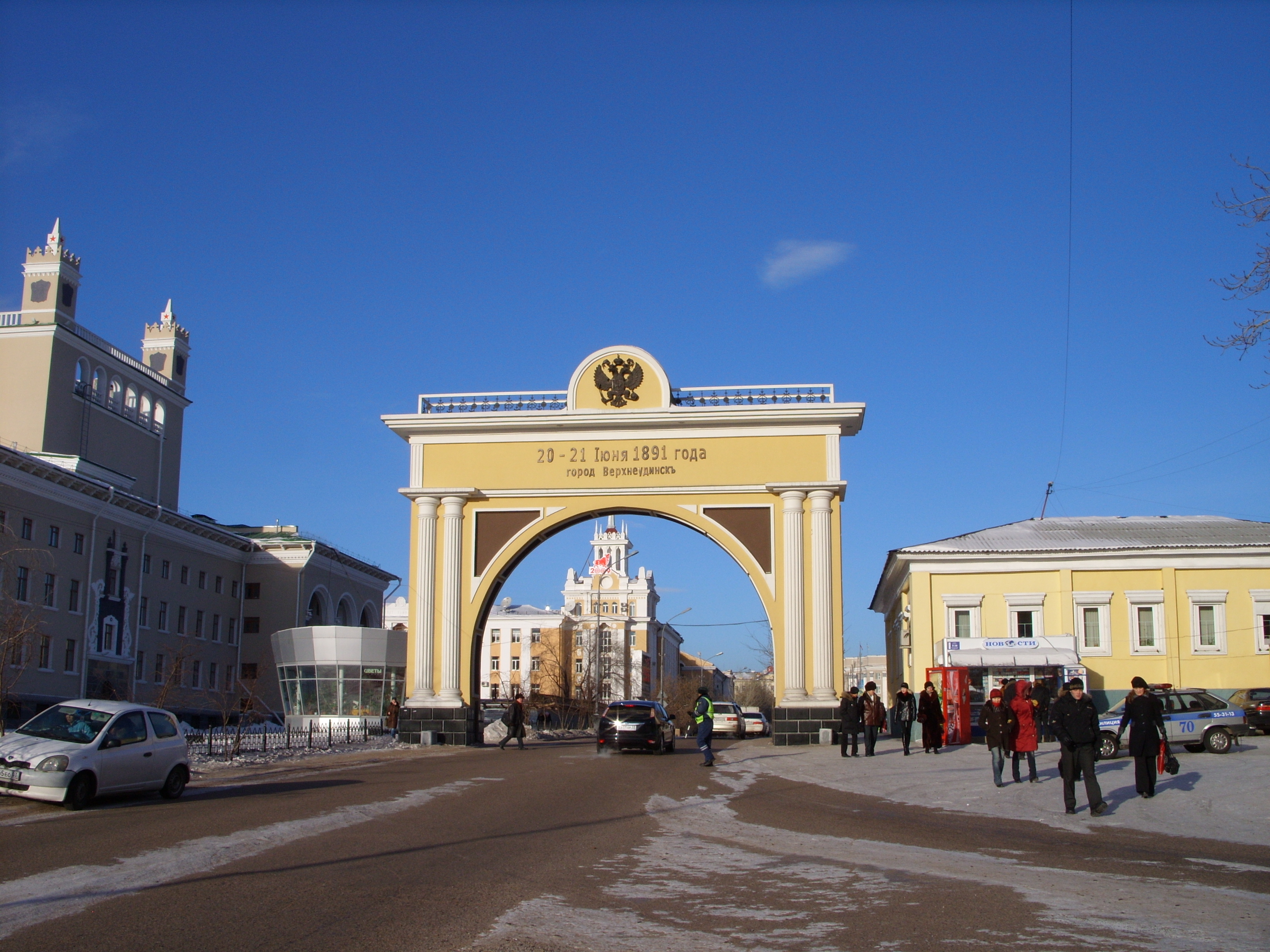
Ulice Lenina s obloukem připomínajícím návštěvu careviče Nikolaje r. 1891
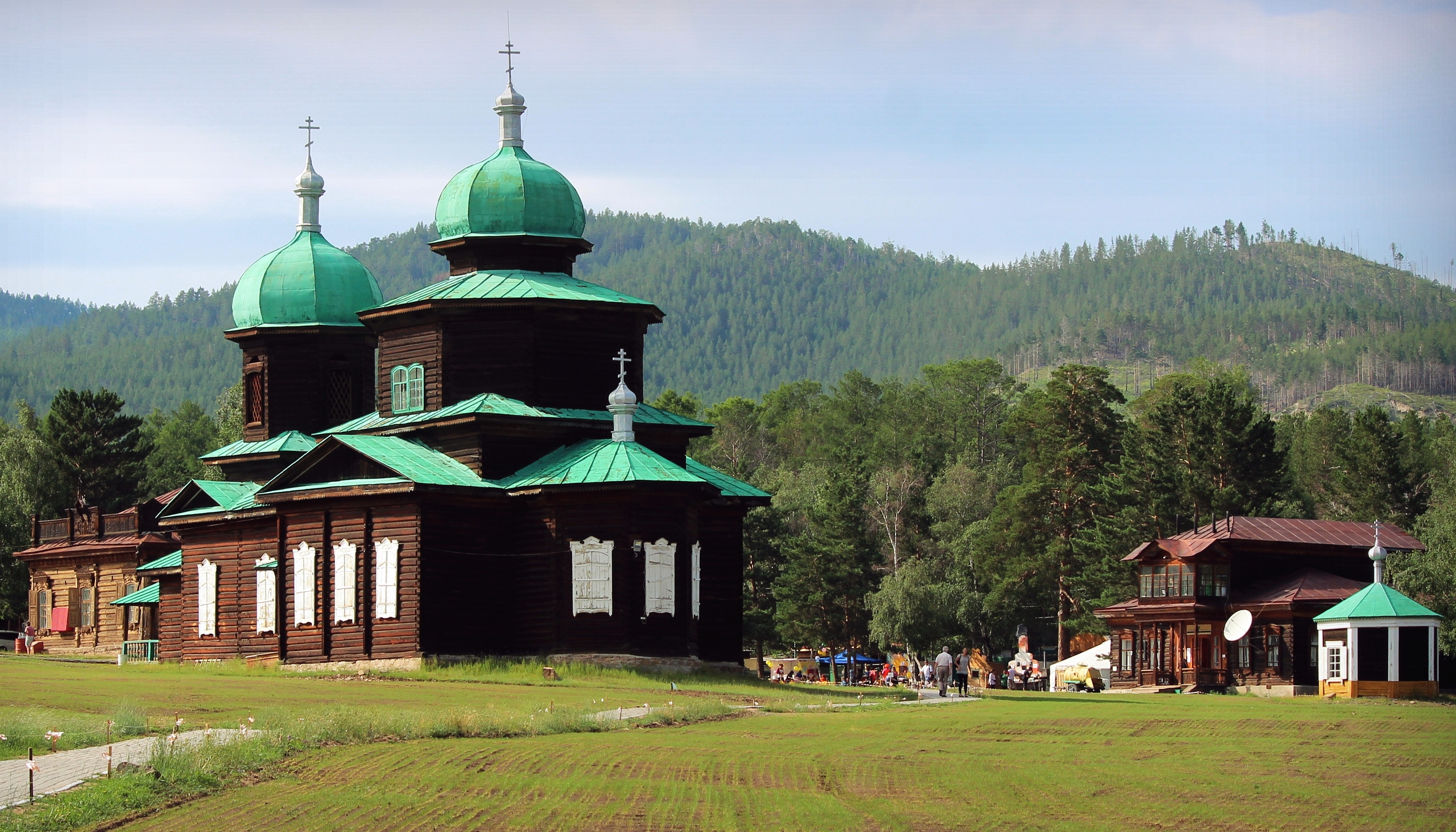
Etnografické muzeum národů Zabajkalska
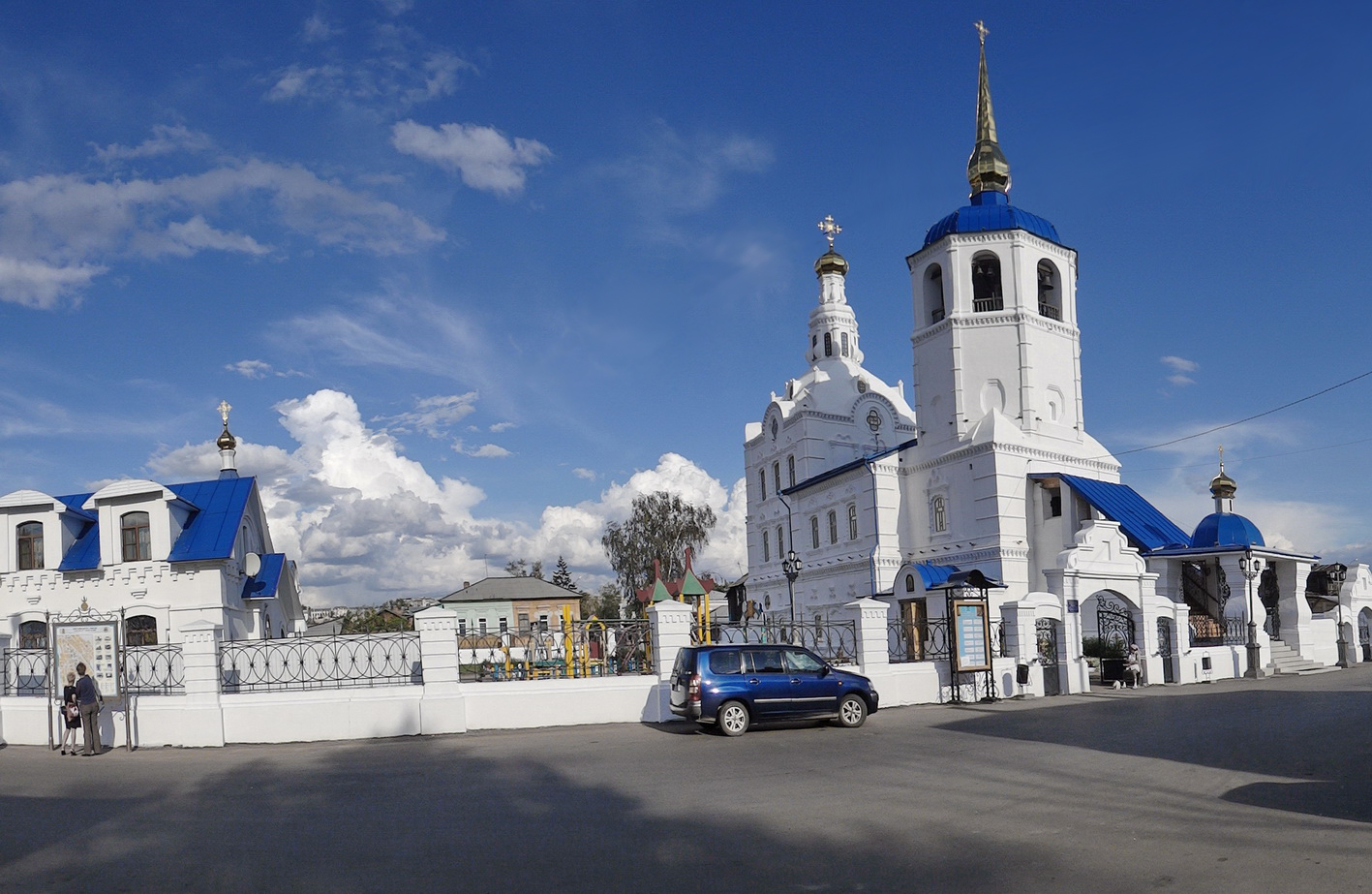
Odigitrijevská katedrála
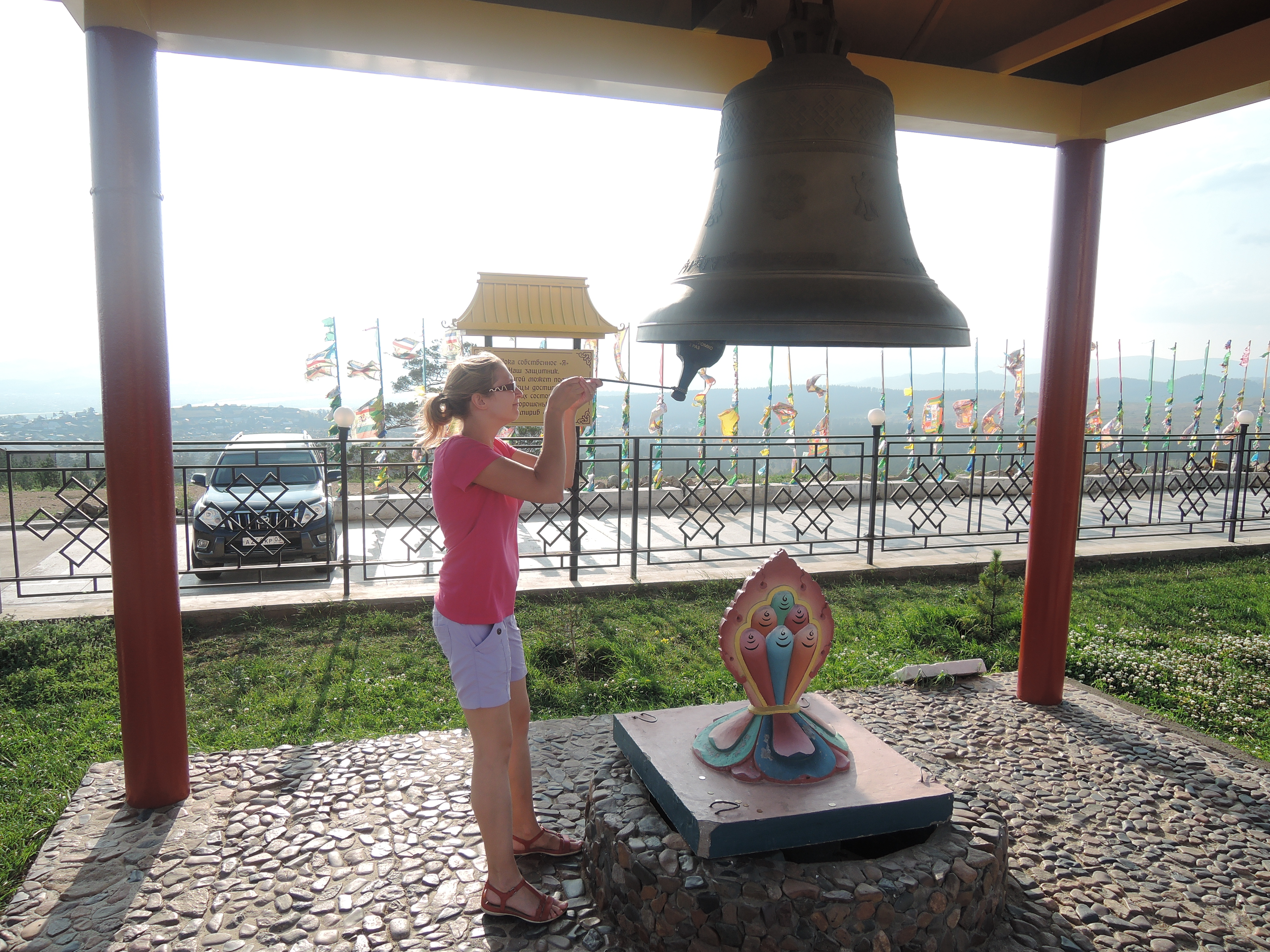
Dacan Rinpoče Bagša
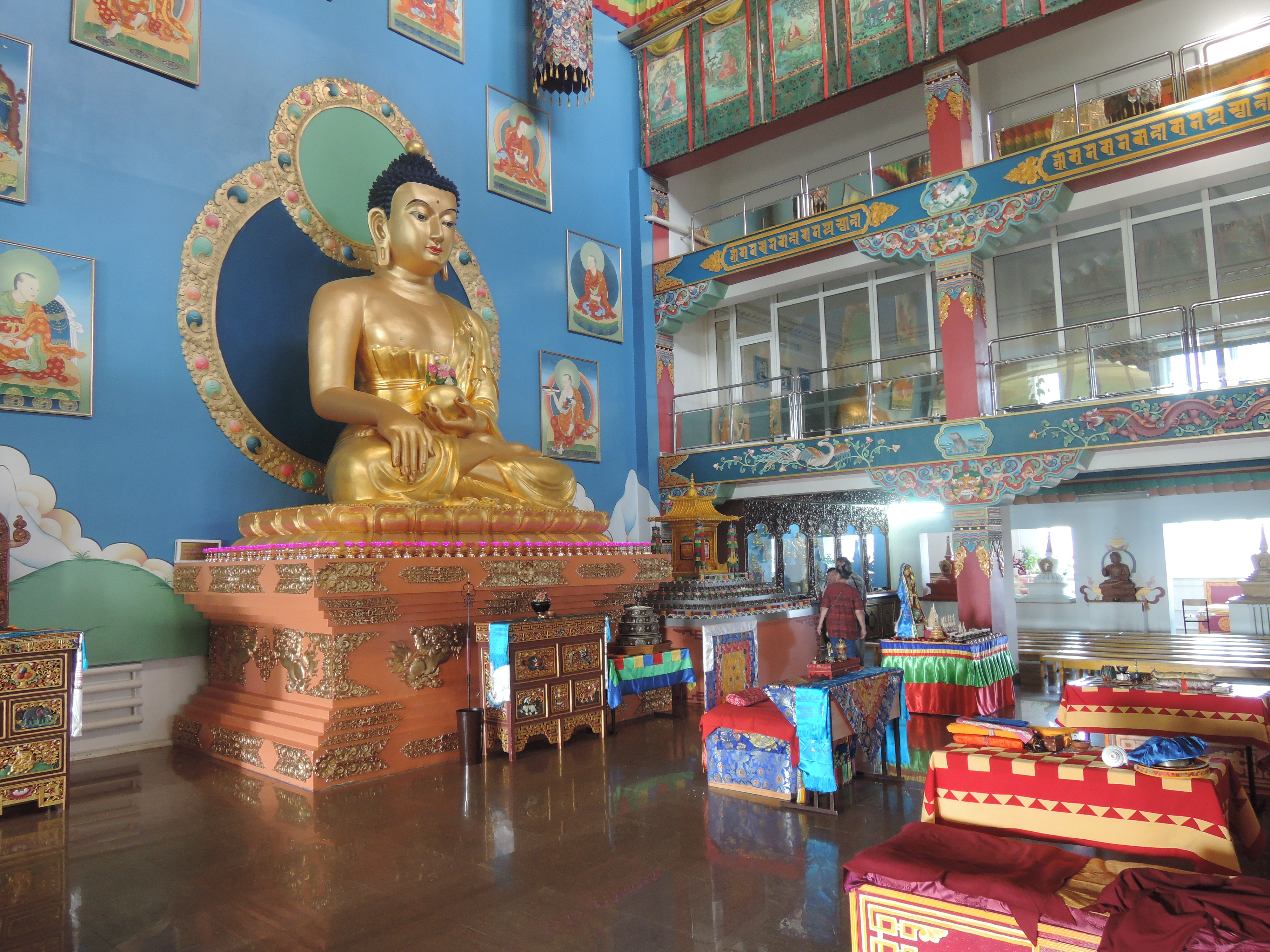
Pozlacená socha Buddhy v dacanu Rinpoče Bagša
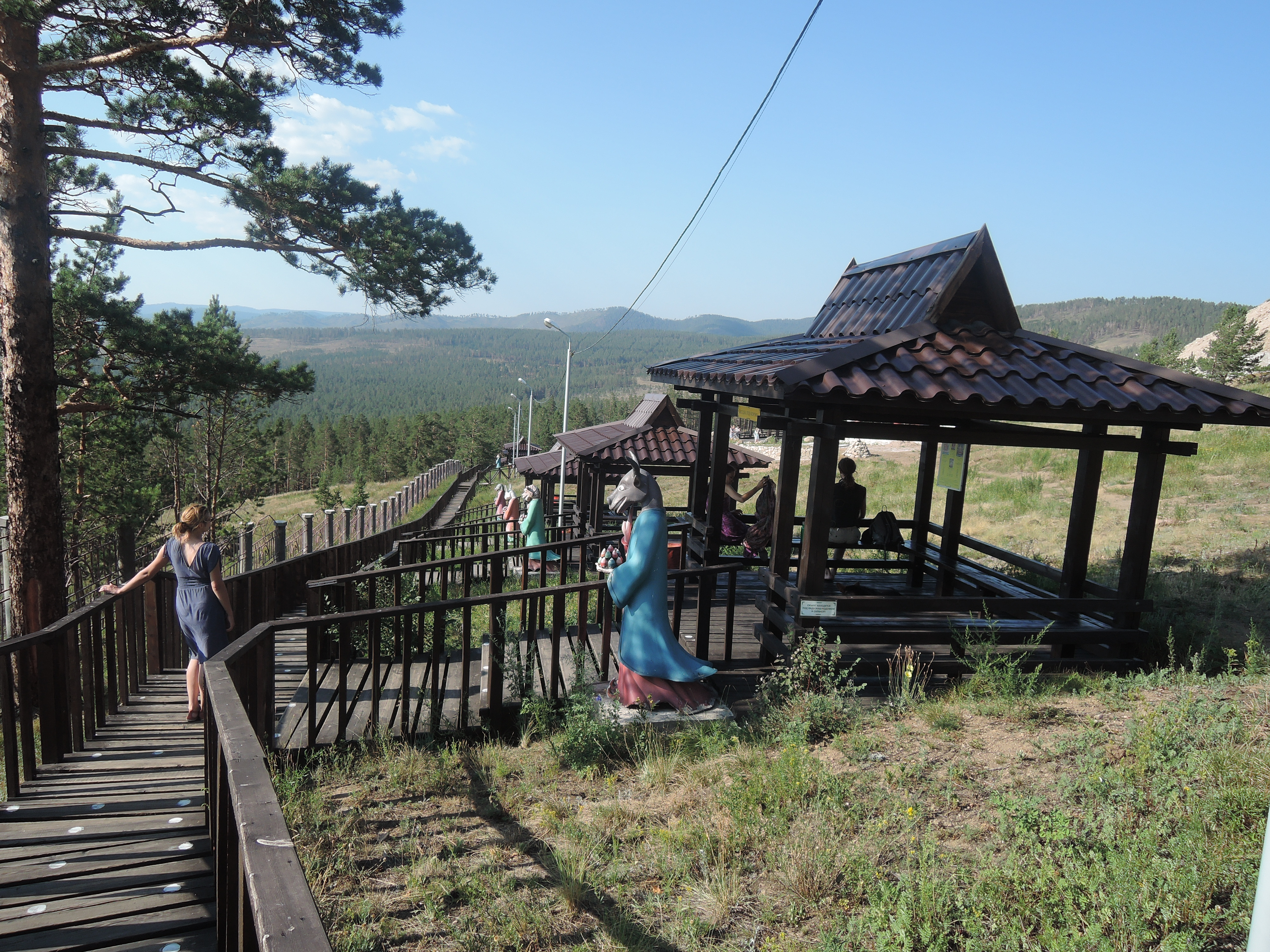
"Cesta dlouhého života" v dacanu Rinpoče Bagša
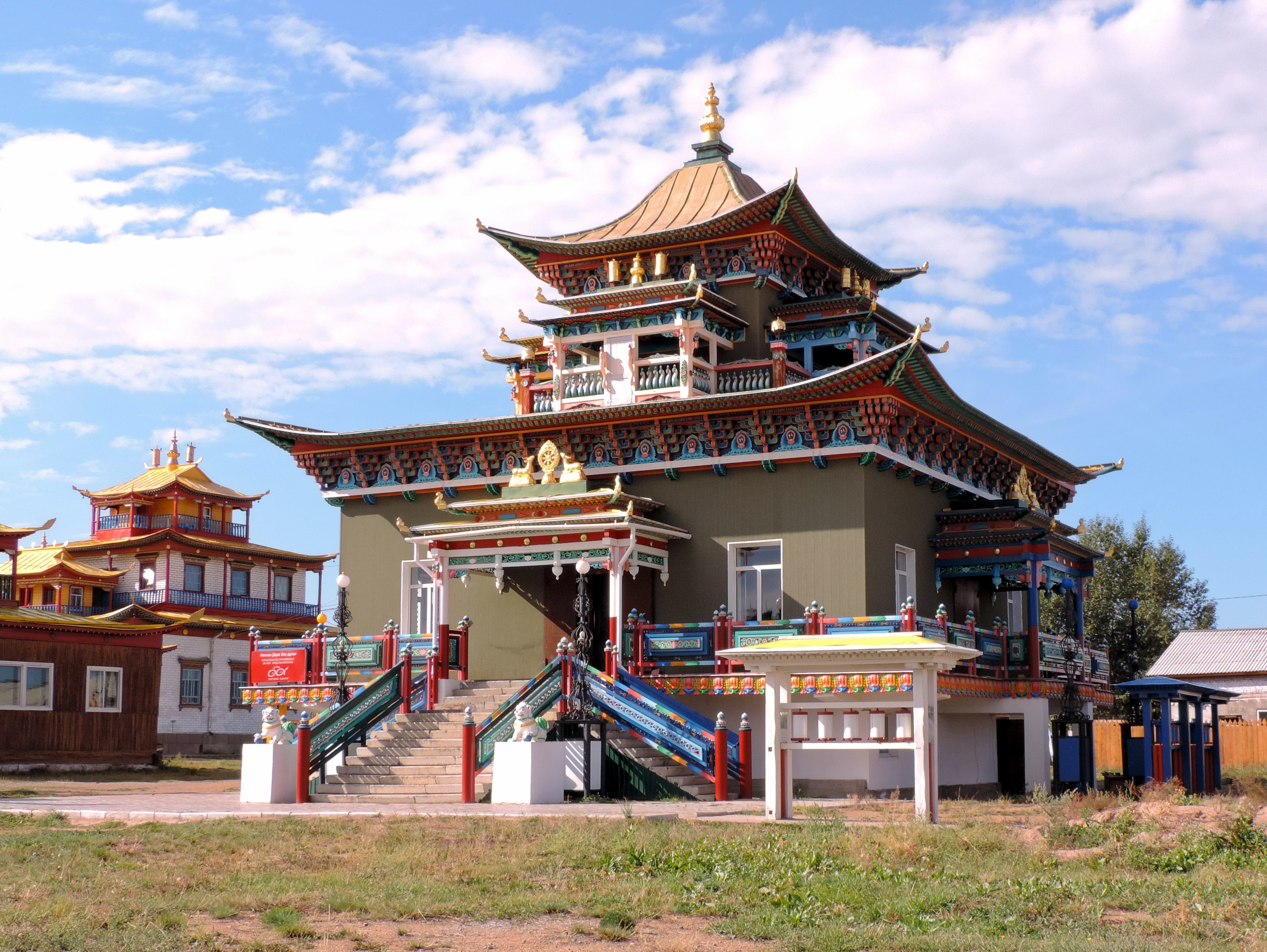
Ivolginskij dacan

## Kultura
Divadla

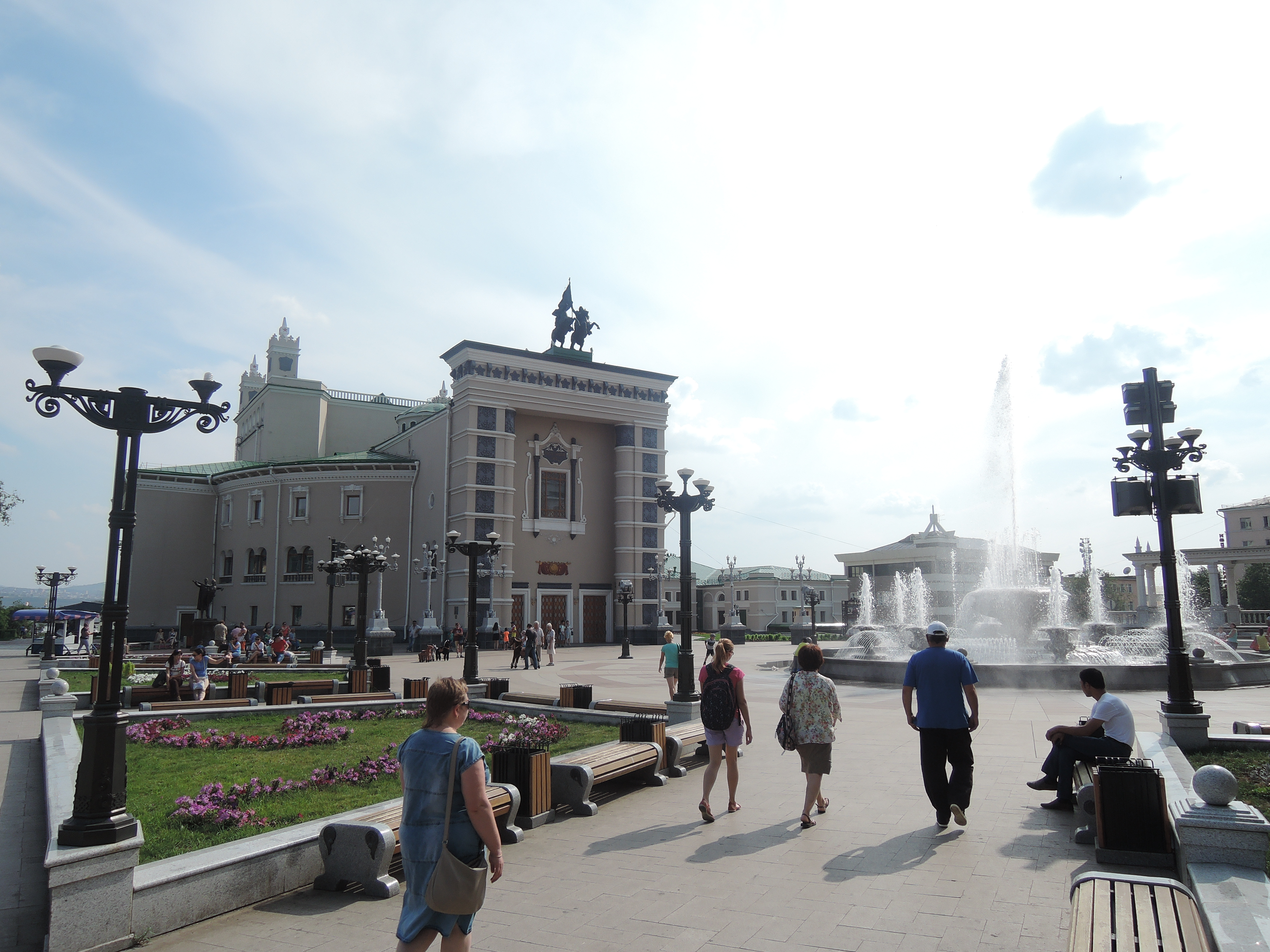
Burjatské státní akademické divadlo opery a baletu

- Burjatské státní akademické divadlo opery a baletu (zal. 1939)
- Burjatské státní akademické divadlo dramatu Choca Namsarajeva (zal. 1932)
- Ruské státní dramatické divadlo N. A. Bestuževa (zal. 1928)
- Burjatské státní republikánské loutkové divadlo Ulger (zal. 1967)
- Umělecké divadlo mládeže (zal. 1980)
- Burjatské státní národní divadlo písně a tance Bajkal (zal. 1939)

Muzea:
- Muzeum historie Burjatska

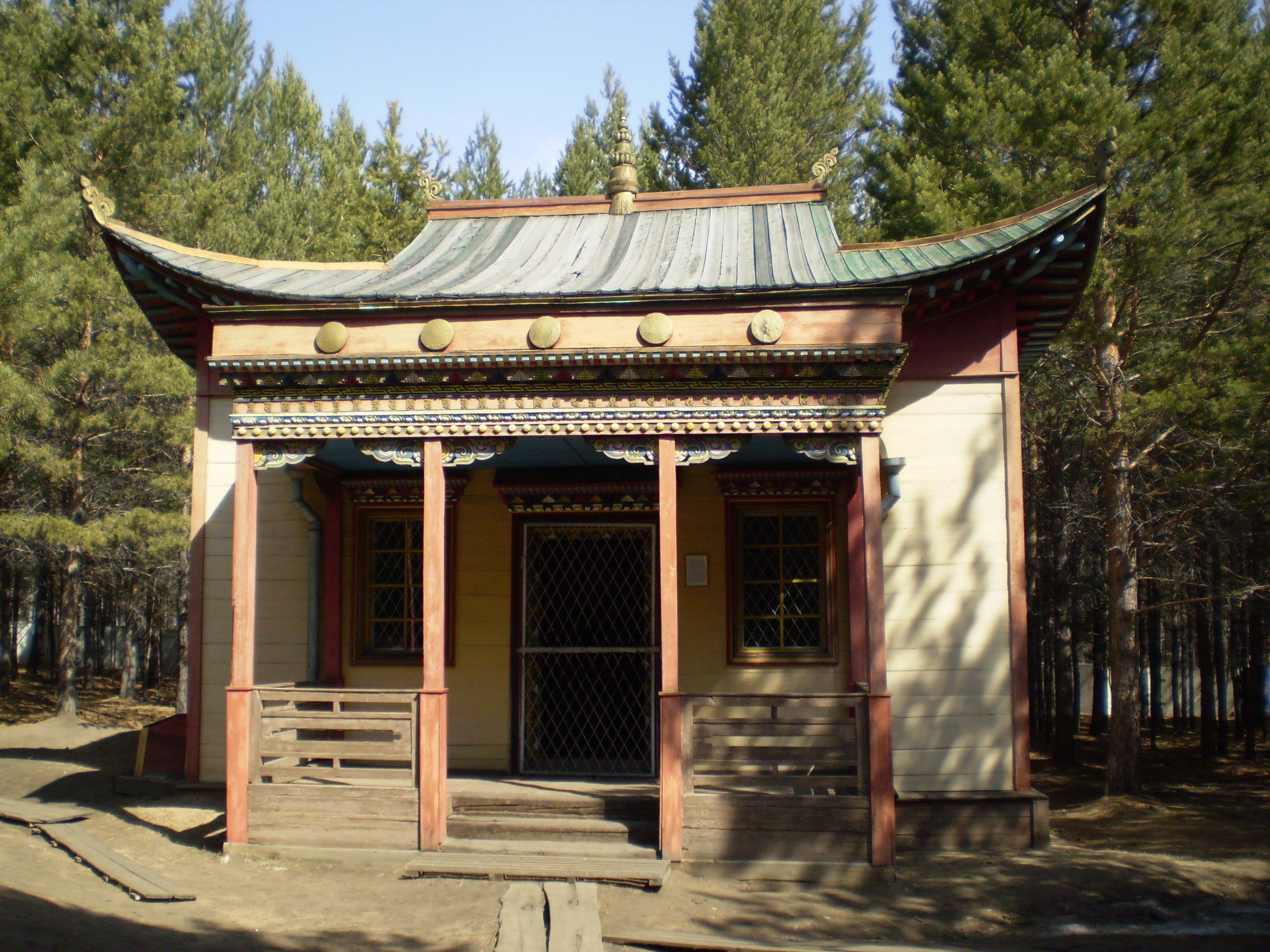
Etnografické muzeum národů Zabajkalska

- Etnografické muzeum národů ZabajkalskaUmělecké muzeum C. Sampilova (muzeum burjatského umění)
- Muzeum přírody Burjatska
- Muzeum komunikačních technologií
- Etnografické muzeum národů Zabajkalska
- Muzeum historie Ulan-Ude
- Geologické muzeum

## Školství
V Ulan-Ude se nachází 80 předškolních zařízení, 84 základních a 16 středních škol.
Funguje zde také 5 univerzit:
- Burjatská státní zemědělská akademie
- Burjatská státní univerzita
- Východosibiřská státní univerzita technologie a správy
- Východosibiřský státní vysoká škola kultury
- Ulan-udská vysoká škola železniční dopravy

Mimo to se zde nachází 11 poboček univerzit z jiných měst.

## Ekonomika
Významné podniky

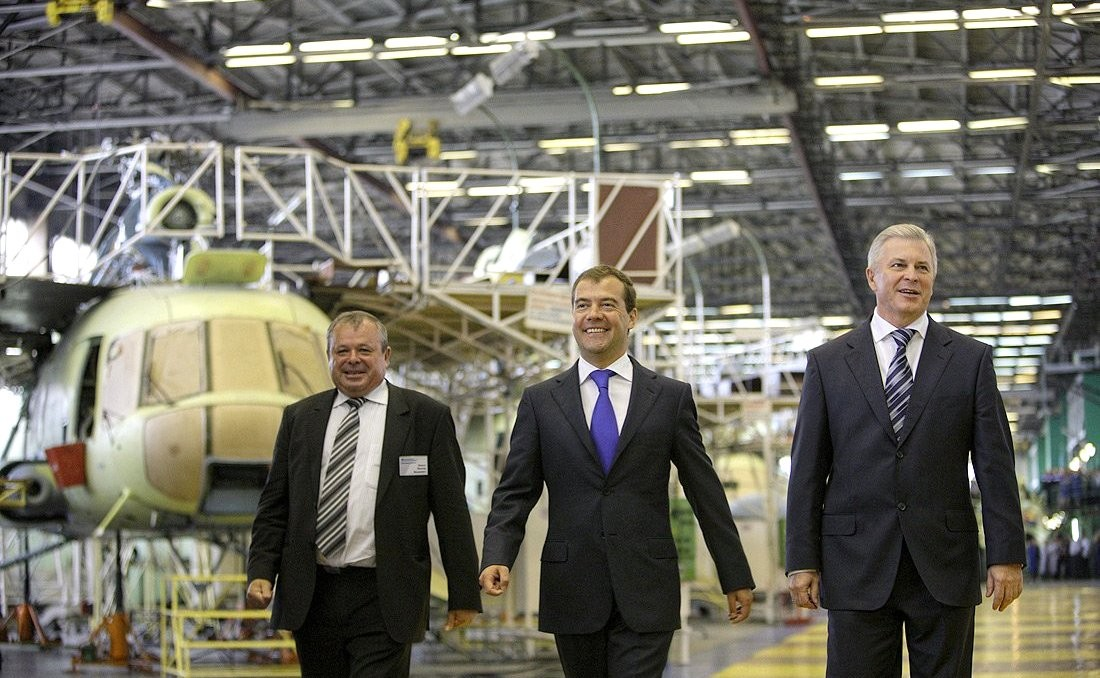
Dmitrij Medvěděv v Ulan-udském leteckém závodu

Mezi nejvýznamnější podniky ve městě patří Ulan-udský letecký závod (Улан-Удэнский авиационный завод), spadající do ruského státního holdingu Ruské vrtulníky (Вертолёты России). Vyrábí se zde různé modifikace ruských vrtulníků Mil Mi-8 a Mil Mi-17, právě zde byly vyrobeny vrtulníky Mil Mi-171Š pro Armádu ČR. Dále se zde montují letadla Suchoj Su-25.
Nejvýznamnějším energetickým podnikem je Ulan-udská tepelná elektrárna.
Ulan-udské strojírenské výrobní sdružení – výroba strojírenských prvků zejména pro letecký a loďařský průmysl.
Burjatzoloto – soukromá firma zabývající se těžbou zlata v regionu, sídlící v Ulan-Ude.
Doprava

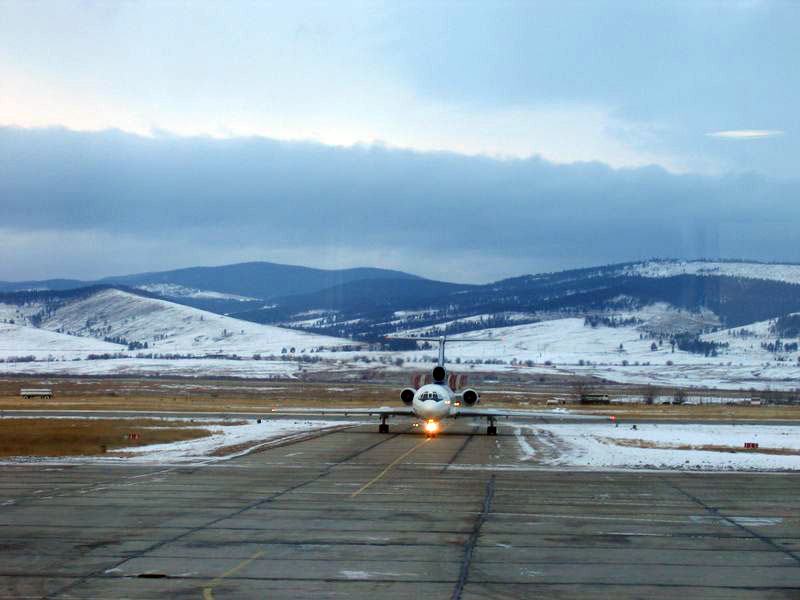
Mezinárodní letiště Bajkal

Město je významným železničním uzlem – jednak zde prochází Transsibiřská magistrála, jednak zde začíná Transmongolská magistrála, spojující Ulan-Ude přes Nauški a Ulánbátar s Pekingem.
Křižuje se zde federální silnice R258 Bajkal, spojující Irkutsk, Ulan-Ude a Čitu, s federální silnicí A340 vedoucí do Mongolska.
Mezinárodní letiště Bajkal se nachází 15 kilometrů západně od centra Ulan-Ude. Kromě domácích linek odtud vylétají spoje také do Mongolska a Číny, v turistické sezóně do Thajska, Vietnamu a Turecka. Letiště je hlavní základnou místní letecké společnosti Burjatské aerolinie.
Městskou hromadnou dopravu zajišťují tramvaje, autobusy a maršrutky.

## Partnerská města
- Anyan, Jižní Korea
- Berkeley, Kalifornie, USA
- Čchang-čchun, Čína
- Darchan, Mongolsko
- Erdenet, Mongolsko
- Chöch chot, Čína
- Jalta, Ukrajina (2008)
- Rumoi, Japonsko
- Tchaj-pej, Tchaj-wan
- Ulánbátar, Mongolsko
- Yamagata, Japonsko